# Consideraciones sobre el gobierno representativo
Consideraciones sobre el gobierno representativo (título original en inglés: Considerations on Representative Government) es el título de un libro de John Stuart Mill publicado en 1861. Como sugiere el libro, el texto argumenta a favor del gobierno representativo, la forma ideal de gobierno en opinión de Mill.

## Contenido
Mill aboga por un gobierno representativo, la forma ideal de gobierno en su opinión. Una de las ideas más notables que Mill presenta en el libro es que el negocio de los representantes gubernamentales no es hacer una legislación. En cambio, Mill sugiere que los organismos representativos, como los parlamentos y los senados, sean los más adecuados para ser lugares de debate público sobre las diversas opiniones de la población y para actuar como guardianes de los profesionales que crean y administran leyes y políticas.

En sus palabras:
Su parte es indicar los deseos, ser un órgano para las demandas populares y un lugar de discusión adversa para todas las opiniones relacionadas con asuntos públicos, grandes y pequeños; y, junto con esto, para verificar mediante la crítica y, finalmente, retirando su apoyo, a los altos funcionarios públicos que realmente conducen los negocios públicos, o que designan a aquellos por quienes se lleva a cabo.